# Juana Vallejo
Juana María Vallejo Klaere là một nhà sản xuất và chính trị gia truyền hình người Ecuador. Bà được tuyên bố là Tỉnh trưởng Guayas năm 2018.

## Sự nghiệp
Vallejo bắt đầu sự nghiệp của mình trong chính trị trong những năm 1970 như một tổ chức cộng đồng trong Guayaquil hàng xóm của Urdesa và Guasmo. Sau đó, bà thành lập Quỹ quản lý dân sự, nơi bà từng xây dựng trường học, nhà tạm trú và trung tâm chăm sóc ban ngày, dần dần mở rộng tầm ảnh hưởng của Quỹ đối với các barrios khác của thành phố Guayaquil. Công việc của Vallejo sẽ được bà ấy trang trí bởi chính quyền thành phố và bà ấy sẽ trả giá không thành công cho văn phòng Mayor of Guayaquil. Tuy nhiên, ứng cử viên của bà đã cho bà một nền tảng truyền thông mà Vallejo sử dụng để tạo ra các thông báo dịch vụ công cộng và tổ chức các buổi nói chuyện.
Năm 1988, Tổng thống Rodrigo Borja Cevallos bổ nhiệm Governor of Guayas Gujas của Vallejos tại thời điểm Tỉnh đang trải qua mức độ tội phạm và bạo lực cao. Tuy nhiên, bà sẽ từ chức trong cùng năm sau những bất đồng về quyền lãnh đạo với đảng của Tổng thống, đảng Dân chủ.
Vallejo được Tổng thống Fabián Alarcón bổ nhiệm vào văn phòng Ecuadorian Minister of Tourism, một văn phòng mà bà điều hành từ năm 1997 đến 1998. Mục tiêu chính của nhiệm kỳ của bà là thiết lập các biện pháp và lập pháp được thiết kế để bảo vệ Quần đảo Galapagos và tăng cường đầu tư của các chuỗi khách sạn ở Ecuador.
Năm 2002, bà giành được một ghế trong Nghị viện Andean cho Đảng Kitô giáo xã hội từ năm 2003 đến 2007, sau đó trở thành phó chủ tịch của Nghị viện. Năm 2007, Vallejo đã đấu thầu không thành công để được bầu vào Hội đồng lập hiến ở Ecuador.

## Trích dẫn
1. ↑  Madero, Verónica (ngày 21 tháng 9 năm 2016). "Simplemente abuelas". Revista Hogar (bằng tiếng Tây Ban Nha). Bản gốc lưu trữ ngày 21 tháng 9 năm 2016. Truy cập ngày 21 tháng 9 năm 2016.
2. ↑  "Viviana Bonilla es la nueva gobernadora del Guayas". El Universo (bằng tiếng Tây Ban Nha). ngày 17 tháng 4 năm 2012. Bản gốc lưu trữ ngày 10 tháng 2 năm 2014. Truy cập ngày 21 tháng 9 năm 2016.
3. 1 2 3  "Juana María Vallejo Klaere, una vida enfocada al civismo y labor social". El Universo (bằng tiếng Tây Ban Nha). ngày 5 tháng 10 năm 2017. Bản gốc lưu trữ ngày 7 tháng 10 năm 2017. Truy cập ngày 6 tháng 10 năm 2017.
4. ↑  "El escándalo de las comisarías sacó a Roberto Cuero". El Comercio (bằng tiếng Tây Ban Nha). ngày 18 tháng 4 năm 2015. Bản gốc lưu trữ ngày 3 tháng 3 năm 2016. Truy cập ngày 21 tháng 9 năm 2016.
5. ↑  "Relaciones peligrosas". Hoy (bằng tiếng Tây Ban Nha). ngày 25 tháng 7 năm 1992. Bản gốc lưu trữ ngày 2 tháng 4 năm 2015. Truy cập ngày 21 tháng 9 năm 2016.
6. ↑  "Ecuador adopta drásticas medidas para proteger las islas Galápagos y controlar a los visitantes". El País (bằng tiếng Tây Ban Nha). ngày 23 tháng 6 năm 1997. Bản gốc lưu trữ ngày 21 tháng 9 năm 2016. Truy cập ngày 21 tháng 9 năm 2016.
7. ↑  "Parlamentarios andinos sesionaron". El Universo (bằng tiếng Tây Ban Nha). ngày 6 tháng 1 năm 2003. Bản gốc lưu trữ ngày 5 tháng 10 năm 2016. Truy cập ngày 21 tháng 9 năm 2016.
8. ↑  "Parlamento Andino revisará proceso integracionista". La Hora (bằng tiếng Tây Ban Nha). ngày 1 tháng 4 năm 2003. Bản gốc lưu trữ ngày 21 tháng 9 năm 2016. Truy cập ngày 21 tháng 9 năm 2016.
9. ↑  "El Parlamento Andino y las funciones de sus representantes". El Universo (bằng tiếng Tây Ban Nha). ngày 20 tháng 8 năm 2002. Bản gốc lưu trữ ngày 21 tháng 9 năm 2016. Truy cập ngày 21 tháng 9 năm 2016.
10. ↑  "Parlamentarios andinos y europeos reunidos en Guayaquil". Ecuador Inmediato (bằng tiếng Tây Ban Nha). ngày 24 tháng 11 năm 2005. Bản gốc lưu trữ ngày 21 tháng 9 năm 2016. Truy cập ngày 21 tháng 9 năm 2016.
11. ↑  "Hay que gobernar desde la ciudadanía". La Hora (bằng tiếng Tây Ban Nha). ngày 5 tháng 7 năm 2007. Bản gốc lưu trữ ngày 5 tháng 10 năm 2016. Truy cập ngày 21 tháng 9 năm 2016.